# Santo Semo
 (janvier 2021).
La mise en forme du texte ne suit pas les recommandations de Wikipédia : il faut le « wikifier ».
Les points d'amélioration suivants sont les cas les plus fréquents :
- Les titres sont pré-formatés par le logiciel. Ils ne sont ni en capitales, ni en gras.
- Le texte ne doit pas être écrit en capitales (les noms de famille non plus), ni en gras, ni en italique, ni en « petit »…
- Le gras n'est utilisé que pour surligner le titre de l'article dans l'introduction, une seule fois.
- L'italique est rarement utilisé : mots en langue étrangère, titres d'œuvres, noms de bateaux, etc.
- Les citations ne sont pas en italique mais en corps de texte normal. Elles sont entourées par des guillemets français : « et ».
- Les listes à puces sont à éviter, des paragraphes rédigés étant largement préférés. Les tableaux sont à réserver à la présentation de données structurées (résultats, etc.).
- Les appels de note de bas de page (petits chiffres en exposant, introduits par l'outil «  Source ») sont à placer entre la fin de phrase et le point final[comme ça].
- Les liens internes (vers d'autres articles de Wikipédia) sont à choisir avec parcimonie. Créez des liens vers des articles approfondissant le sujet. Les termes génériques sans rapport avec le sujet sont à éviter, ainsi que les répétitions de liens vers un même terme.
- Les liens externes sont à placer uniquement dans une section « Liens externes », à la fin de l'article. Ces liens sont à choisir avec parcimonie suivant les règles définies. Si un lien sert de source à l'article, son insertion dans le texte est à faire par les notes de bas de page.
- La présentation des références doit suivre les conventions bibliographiques. Il est recommandé d'utiliser les modèles {{Ouvrage}}, {{Chapitre}}, {{Article}}, {{Lien web}} et/ou {{Bibliographie}}. Le mode d'édition visuel peut mettre en forme automatiquement les références.
- Insérer une infobox (cadre d'informations à droite) n'est pas obligatoire pour parachever la mise en page.

Pour une aide détaillée, merci de consulter Aide:Wikification.
Si vous pensez que ces points ont été résolus, vous pouvez retirer ce bandeau et améliorer la mise en forme d'un autre article.
Santo Semo, né à Rusçuk (Rousse, Bulgarie) le 18 juin 1878 et mort à Paris, en 1949, est un écrivain, journaliste et activiste politique français d'origine bulgare.
Il demeure dans la mémoire littéraire par sa pièce théâtrale Don Isaac (Istanbul, c. 1910).

## Œuvres
Théâtre
- Don Isaac, drame historique en 5 actes, Istanbul, c. 1910, traductions au judéo-espagnol, espagnol, hébreu et au turc

Varia
- Israël et le monde, Paris 1945, Le Pelletier

Manuscrits
- Comment j'ai lancé Hitler contre Staline.
- La lutte de ma vie - en voulant sauver le monde.

## Sources
- Les carrières libérales des juifs orientaux de Paris, L'Aurore, 31 décembre 1926, 1.
- Les conférences de Santo Semo bey, L'Aurore, 3 février 1911, 3.
- Navailles, E. de, Dossier bibliographique Boutillier du Retail: Documentation sur Santo Semo, Paris 1937-1942, Ministère du Commerce et de l'Industrie.
- Cimetière parisien de Pantin, registres journaliers d'inhumation, 1949